# فوژوا
فوژوا (به لاتین: Fuzhou, Jiangxi) یک شهر مرکزی در جمهوری خلق چین است که در جیانگشی واقع شده‌است.

## خصوصیات
فوژوا  ۳٬۷۰۰٬۰۰۰ نفر جمعیت دارد و ۴۵ متر بالاتر از سطح دریا واقع شده‌است.